# Lucrezia Borgia (film 1922)
Lucrezia Borgia è un film muto del 1922 scritto e diretto da Richard Oswald

## Produzione
Il film fu prodotto dalla Richard-Oswald-Produktion e venne girato, per gli interni, negli UFA-Messter-Atelier di Tempelhof, a Berlino e, per gli esterni, in Baviera, a Bamberga.

## Distribuzione
Distribuito dalla Universum Film (UFA), uscì nelle sale cinematografiche tedesche il 20 ottobre 1922. Uscì anche in Finlandia (13 aprile 1923) e in Portogallo (2 giugno 1925).
Nel 1928, la Unusual Photoplays Inc. lo distribuì negli Stati Uniti